# Бочоришвили, Ангия Тадеозович
Ангия Тадеозович Бочоришвили (груз. გიორგი თადეოზოვიჩ ბოჭორიშვილი; 1902—1982) — советский и грузинский учёный в области психологии и философии, один из основателей грузинской научной школы философской антропологии, доктор педагогических наук (1935), профессор (1935), академик АН Грузинской ССР (1955). Вице-президент АН Грузинской ССР (1957—1960). Заслуженный деятель науки Грузинской ССР.

## Биография
Родился 23 ноября 1902 года в Тбилиси.
С 1919 по 1924 год обучался на философском факультете Тбилисского государственного университета, ученик профессоров Д. Н. Узнадзе и Ш. И. Нуцубидзе. 
С 1928 по 1933 год на педагогической работе в Тбилисском государственном университете преподаватель кафедры психологии философского факультета. С 1933 по 1956 год на педагогической работе в Кутаисском государственном педагогическом институте в качестве преподавателя кафедры логики, профессор, организатор и первый заведующий кафедрой психологии.
С 1955 по 1957 год — академик-секретарь Отделения общественных наук, 1957 по 1960 год — вице-президент АН Грузинской ССР.  1960 по 1968 год являлся — главным редактором научных журналов «Моамбе» и «Мацне». С 1967 по 1982 год на научно-педагогической работе в Институте психологии имени Д. Н. Узнадзе Академии наук Грузинской ССР в качестве профессора, организатора и первого руководителя  кафедры философской антропологии

### Научно-педагогическая деятельность и вклад в науку
Основная научно-педагогическая деятельность А. Т. Бочоришвили была связана с вопросами в области психологии, в том числе её истории, мышления и языка, занимался исследованиями в области антропологии, истории психологии и философии, философии языка и эстетики, психологических основ педагогики, философских проблем психологии, критического анализа и проблем познания человека в философии. А. Т. Бочоришвили являлся — председателем грузинского психологического общества (1959—1964) и председателем грузинского философского общества (1973—1982).
В 1935 году защитил  докторскую диссертацию на соискание учёной степени доктор педагогических наук. В 1935 году ВАК СССР ему было присвоено учёное звание профессор. В 1955 году был избран действительным членом  АН Грузинской ССР.  А. Т. Бочоришвили было написано более двухсот научных работ, в том числе монографий.

## Награды
- Заслуженный деятель науки Грузинской ССР[3][4]